# Lucé (Eure i Loir)
Lucé és un municipi francès, situat al departament de l'Eure i Loir i a la regió de Centre – Vall del Loira. L'any 2007 tenia 15.747 habitants.

## Demografia

### Població
El 2007 la població de fet de Lucé era de 15.747 persones. Hi havia 6.854 famílies, de les quals 2.474 eren unipersonals (946 homes vivint sols i 1.528 dones vivint soles), 1.902 parelles sense fills, 1.721 parelles amb fills i 757 famílies monoparentals amb fills.
La població ha evolucionat segons el següent gràfic:
Habitants censats

### Habitatges
El 2007 hi havia 7.362 habitatges, 6.985 eren l'habitatge principal de la família, 22 eren segones residències i 354 estaven desocupats. 2.779 eren cases i 4.423 eren apartaments. Dels 6.985 habitatges principals, 2.314 estaven ocupats pels seus propietaris, 4.398 estaven llogats i ocupats pels llogaters i 273 estaven cedits a títol gratuït; 215 tenien una cambra, 1.012 en tenien dues, 2.055 en tenien tres, 1.927 en tenien quatre i 1.777 en tenien cinc o més. 3.512 habitatges disposaven pel capbaix d'una plaça de pàrquing. A 3.838 habitatges hi havia un automòbil i a 1.660 n'hi havia dos o més.

### Piràmide de població
La piràmide de població per edats i sexe el 2009 era:
| Homes | Edats   | Dones |
| ----- | ------- | ----- |
| 8     | 95 o +  | 0     |
| 0     | 90 a 94 | 44    |
| 37    | 85 a 89 | 120   |
| 71    | 80 a 84 | 109   |
| 234   | 75 a 79 | 323   |
| 213   | 70 a 74 | 382   |
| 262   | 65 a 69 | 345   |
| 287   | 60 a 64 | 342   |
| 338   | 55 a 59 | 308   |
| 514   | 50 a 54 | 553   |
| 669   | 45 a 49 | 679   |
| 608   | 40 a 44 | 725   |
| 638   | 35 a 39 | 636   |
| 610   | 30 a 34 | 755   |
| 922   | 25 a 29 | 856   |
| 534   | 20 a 24 | 582   |
| 630   | 15 a 19 | 692   |
| 643   | 10 a 14 | 628   |
| 673   | 5 a 9   | 565   |
| 593   | 0 a 4   | 582   |

## Economia
El 2007 la població en edat de treballar era de 10.457 persones, 7.881 eren actives i 2.576 eren inactives. De les 7.881 persones actives 6.770 estaven ocupades (3.508 homes i 3.262 dones) i 1.111 estaven aturades (475 homes i 636 dones). De les 2.576 persones inactives 819 estaven jubilades, 827 estaven estudiant i 930 estaven classificades com a «altres inactius».

### Ingressos
El 2009 a Lucé hi havia 7.067 unitats fiscals que integraven 16.361,5 persones, la mediana anual d'ingressos fiscals per persona era de 15.976 €.

### Activitats econòmiques
Dels 507 establiments que hi havia el 2007, 9 eren d'empreses extractives, 10 d'empreses alimentàries, 1 d'una empresa de coc i refinatge, 9 d'empreses de fabricació de material elèctric, 2 d'empreses de fabricació d'elements pel transport, 35 d'empreses de fabricació d'altres productes industrials, 56 d'empreses de construcció, 157 d'empreses de comerç i reparació d'automòbils, 29 d'empreses de transport, 21 d'empreses d'hostatgeria i restauració, 9 d'empreses d'informació i comunicació, 27 d'empreses financeres, 9 d'empreses immobiliàries, 49 d'empreses de serveis, 50 d'entitats de l'administració pública i 34 d'empreses classificades com a «altres activitats de serveis».
Dels 122 establiments de servei als particulars que hi havia el 2009, 1 era una comissaria de policia, 1 oficina d'administració d'Hisenda pública, 1 oficina del servei públic d'ocupació, 1 gendarmeria, 3 oficines de correu, 9 oficines bancàries, 13 tallers de reparació d'automòbils i de material agrícola, 1 taller d'inspecció tècnica de vehicles, 3 autoescoles, 7 paletes, 10 guixaires pintors, 9 fusteries, 12 lampisteries, 8 electricistes, 4 empreses de construcció, 11 perruqueries, 4 veterinaris, 3 agències de treball temporal, 15 restaurants, 1 agència immobiliària, 3 tintoreries i 2 salons de bellesa.
Dels 54 establiments comercials que hi havia el 2009, 1 era, 1 un hipermercat, 1 un supermercat, 5 botiges de menys de 120 m², 9 fleques, 8 carnisseries, 4 llibreries, 9 botigues de roba, 1 una botiga de roba, 2 sabateries, 2 botigues d'electrodomèstics, 1 una botiga de mobles, 1 una botiga de material de revestiment de parets i terra, 2 perfumeries, 3 joieries i 4 floristeries.
L'any 2000 a Lucé hi havia 6 explotacions agrícoles.

## Equipaments sanitaris i escolars
El 2009 hi havia 8 farmàcies i 2 ambulàncies.
El 2009 hi havia 5 escoles maternals i 5 escoles elementals. A Lucé hi havia 2 col·legis d'educació secundària i 2 liceus tecnològics. Als col·legis d'educació secundària hi havia 874 alumnes i als liceus tecnològics 777.

## Poblacions més properes
El següent diagrama mostra les poblacions més properes.